# Pat Cash
Pat Cash (ur. 27 maja 1965 w Melbourne) – australijski tenisista, zwycięzca Wimbledonu 1987 w grze pojedynczej, zdobywca Pucharu Davisa.

## Kariera tenisowa
Na początku lat 80. zaliczał się do czołówki juniorów, wygrywając juniorskie edycje US Open i Wimbledonu w 1982 w singlu oraz French Open i Wimbledon w deblu. Imprezy gry podwójnej wygrywał z Johnem Frawleyem. W tym samym roku rozpoczął karierę zawodową i wygrał swój pierwszy turniej, w Melbourne. W 1983 został najmłodszym uczestnikiem finału Pucharu Davisa w historii i przyczynił się do zdobycia trofeum przez Australię, pokonując w decydującym meczu Szweda Joakima Nyströma.
W 1984 był półfinalistą wielkoszlemowych Wimbledonu i US Open; w Anglii uległ Johnowi McEnroe, w USA Ivanowi Lendlowi. W 1986 ponownie sięgnął po Puchar Davisa, po raz drugi zdobywając decydujący punkt, tym razem po zwycięstwie nad Szwedem Mikaelem Pernforsem.
W styczniu 1987 dotarł do finału Australian Open, po raz ostatni rozgrywanego na trawiastych kortach Kooyong. Pokonał m.in. Paula Annacone, Yannicka Noaha i Ivana Lendla, w decydującym meczu nie sprostał Stefanowi Edbergowi. Dwa miesiące później wygrał turniej w Nancy (w finale z Wallym Masurem). W czerwcu osiągnął półfinał w londyńskim Queen’s Clubie (pokonał Edberga w ćwierćfinale, w kolejnej rundzie uległ Connorsowi), a następnie odniósł wielkoszlemowe zwycięstwo na Wimbledonie. W drodze po triumf pokonał m.in. Guy Forgeta, Matsa Wilandera (nr 3. na świecie), Jimmy'ego Connorsa, a w finale lidera rankingu światowego Ivana Lendla. W dalszej części sezonu był jeszcze w finale w Sydney oraz wygrał turniej w Johannesburgu. Wystąpił także w turnieju ATP Finals, odpadając na etapie rozgrywek grupowych (pokonał Mečířa, przegrał z Edbergiem i Wilanderem). Sezon ukończył na 7. pozycji w rankingu ATP.
W styczniu 1988 ponownie dotarł do finału Australian Open, tym razem na kortach Flinders Park; uległ w pięciosetowym finale Wilanderowi (6:8 w decydującym secie). W maju 1988 roku osiągnął najwyższą w karierze, 4. pozycję w światowym rankingu. W sierpniu tego roku odniósł pierwszą z całej serii kontuzji, które zatrzymały jego karierę. W sezonie 1989 wystartował jedynie w dwóch turniejach singlowych (4 runda Australian Open i 2 turnieju w Tokio) i na koniec roku spadł na 368. pozycję. W roku 1990 wygrał ostatni turniej zawodowy w grze pojedynczej w Hongkongu, oraz był w składzie zespołu narodowego, który przegrał w finale Pucharu Davisa z USA. Sezon ukończył w pierwszej setce (na 81. miejscu), jak się później okazało, po raz ostatni. Mimo iż startował jeszcze (z przerwami) do roku 1997, nie odniósł już singlowych sukcesów. Łącznie w swojej karierze wygrał 7 turniejów, w dalszych 5 przegrywał w finałach.
Pat Cash startował w turniejach deblowych. W sierpniu 1984 był klasyfikowany na pozycji nr 6. na świecie. Awansował do dwóch finałów wimbledońskich. W 1984 w parze z Paulem McNamee uległ Peterowi Flemingowi i Johnowi McEnroe, rok później, tym razem z Johnem Fitzgeraldem, wyeliminował m.in. w półfinale McEnroe i Fleminga, ale w finale nie sprostał Heinzowi Günthardtowi i Balázsowi Taróczemu. Cash wygrał łącznie 12 turniejów i 6–krotnie przegrywał w finałach.
Występy w Pucharze Davisa zakończył bilansem 31 zwycięstw i 10 porażek. Debiutował w marcu 1983 w meczu z Wielką Brytanią, ostatni raz grał w grudniu 1990 w przegranym finale z USA.
Po zakończeniu kariery sportowej okazjonalnie występował w turniejach weteranów, a w styczniu 2006 wziął udział w rywalizacji deblistów w turnieju ATP World Tour w indyjskim Ćennaju – w parze z Karanem Rastogi uległ w 1 rundzie Rainerowi Schüttlerowi i Alexandrem Waske.
Australijczyk zajął się również pracą trenera. Osiadł na stałe w Londynie i został ojcem czwórki dzieci. Prowadził m.in. znanych graczy, Marka Philippoussisa i Grega Rusedskiego, udziela się również jako komentator telewizyjny. Zajmuje się ponadto grą na gitarze, co stanowiło jego hobby jeszcze w czasie kariery sportowej; występował m.in. wspólnie z zespołem INXS na koncercie podczas Australian Open w 2003, prowadzi także własną grupę muzyczną.

### Styl gry
Reprezentował ofensywny styl gry (serwis-wolej), co zapewniało mu sukcesy na szybkich nawierzchniach. Był graczem praworęcznym, z bekhendem jednoręcznym. Wyróżniał się na korcie charakterystycznymi opaskami na głowie.

### Wygrane turnieje
- gra pojedyncza:
  - 1982 Melbourne
  - 1983 Brisbane, Melbourne
  - 1987 Johannesburg, Nancy, Wimbledon
  - 1990 Hongkong
- gra podwójna:
  - 1982 Adelajda
  - 1983 Sydney, Brisbane
  - 1984 Aix-en-Provence, Houston (dwie imprezy), Londyn (Queen’s Club)
  - 1985 Las Vegas
  - 1987 Canadian Open
  - 1990 Sydney, Hongkong
  - 1996 Pinehurst

### Finały turniejowe
- gra pojedyncza:
  - 1984 Melbourne (hala)
  - 1987 Australian Open, Sydney
  - 1988 Australian Open
  - 1990 Seul
- gra podwójna:
  - 1984 Wimbledon
  - 1985 Londyn (Queen’s Club), Wimbledon
  - 1986 Hongkong, Sztokholm
  - 1996 Bermuda